# Rockwell (Arkansas)
Rockwell is een plaats (census-designated place) in de Amerikaanse staat Arkansas, en valt bestuurlijk gezien onder Garland County.

## Demografie
Bij de volkstelling in 2000 werd het aantal inwoners vastgesteld op 3024.

## Geografie
Volgens het United States Census Bureau beslaat de plaats een oppervlakte van
10,9 km², waarvan 8,2 km² land en 2,7 km² water.

## Plaatsen in de nabije omgeving
De onderstaande figuur toont nabijgelegen plaatsen in een straal van 32 km rond Rockwell.